# Monarda punctata
Monarda punctata L., 1753 è una pianta erbacea perenne, appartenente alla famiglia delle Labiate (Lamiaceae), indigena del Nord America.